# Венгер Костянтин Степанович
Костянти́н Степа́нович Венгер (1921—1988) — старшина РА, учасник нацистсько-радянської війни, повний кавалер ордена Слави.

## Життєпис
Народився 1921 року в селі Косогірка (сучасний Ярмолинецький район, Хмельницька область) у селянській родині. Здобув початкову освіту; працював трактористом Ярмолинецької МТС. В РА з вересня 1940 року; був курсантом Тамбовського учбового кавалерійського полка, в 1943-му — танкового.
На фронті з липня 1941 року, механік-водій Т-34 127-го танкового полку 49-ї механізованої бригади (6-й гвардійський механізований корпус). До грудня 1941-го воював на Ленінградському фронті. Від 3 березня 1944-го знову в діючій армії.
Його танк 5 березня 1944 року одним з перших увірвався до села Бальківці (Волочиський район) та завдав противнику суттєвих втрат в живій силі та бойовій техніці, було захоплено автомобілі з вантажами.
В боях 18—27 липня 1944-го поблизу Львова екіпаж підбив важкий танк «Тигр» та ліквідував до взводу піхоти.
В час з 12 по 20 січня 1945 року гвардії старший сержант Венгер замінив вибулого командира танка та із підлеглими завдав значних збитків супротивнику: поблизу міста Лодзь захоплено 32 автомобілі з військовими вантажами, ліквідовано до взводу вояків, підбита важка САУ «Фердинанд».
В червні 1945 року демобілізований у званні старшини. Працював трактористом Ярмолинецького відділку Хмельницького цегельного заводу.
Проживав в Ярмолинцях, де й помер 1988 року.

### Нагороди
- орден Слави 3-го ступеня (19.3.1944)
- орден Слави 2-го ступеня (22.8.1944)
- орден Слави 1-го ступеня (10.4.1945)
- орден Вітчизняної війни 1-го ступеня (11.3.1985)
- медалі.